# Fahlente

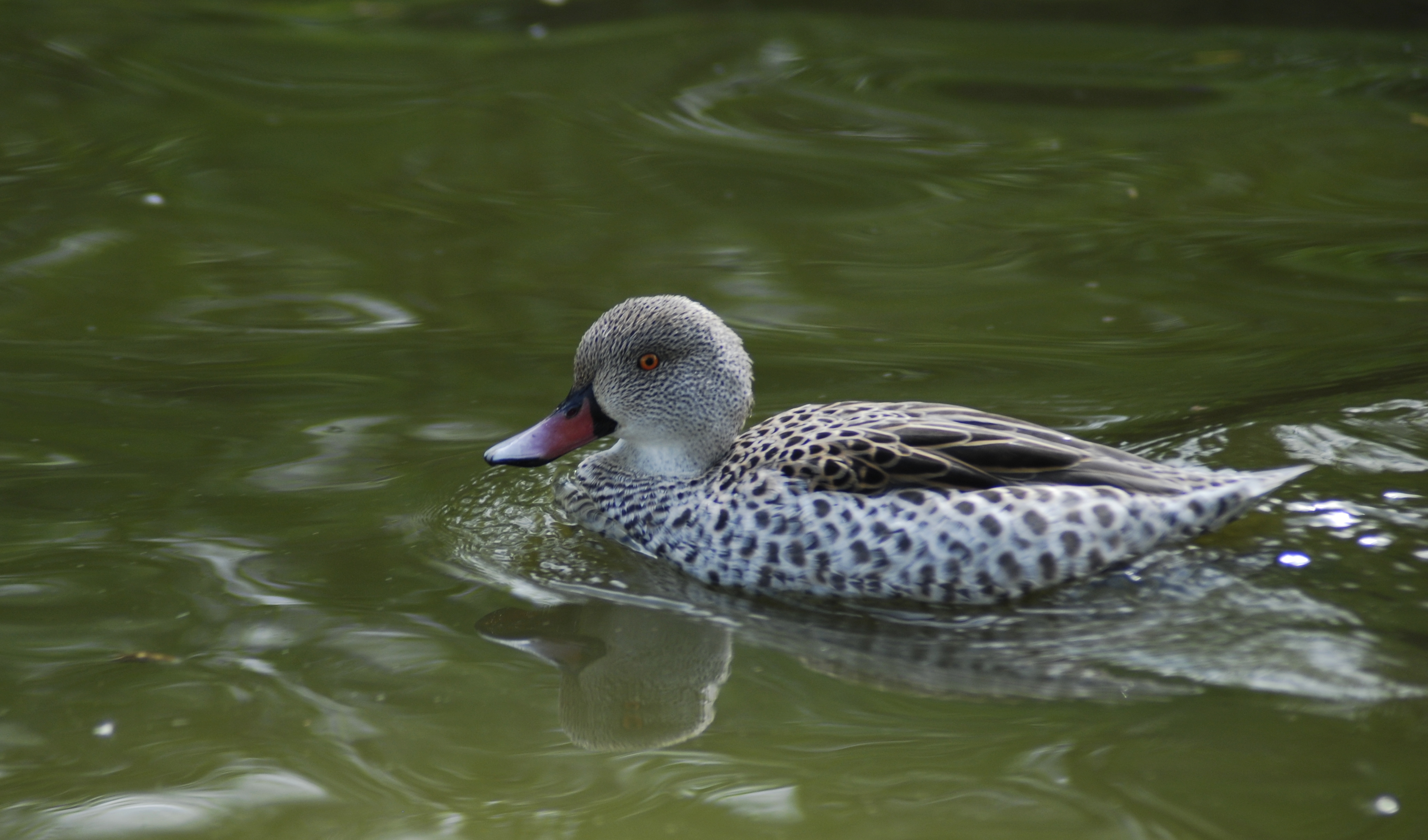
Fahlente

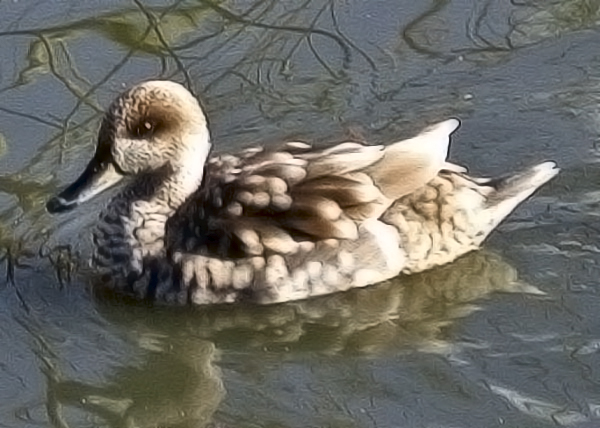
Marmelente. Sie unterscheidet sich von der Fahlente unter anderem durch die Schnabelfarbe.

Die Fahlente (Anas capensis), wegen ihres hellgrauen Erscheinungsbildes auch Kapente genannt, ist eine Art aus der Gattung der Eigentlichen Enten. Sie ist in den Feuchtgebieten der Afrotropis beheimatet. Es handelt sich um eine Entenart, die opportunistisch mit dem Regen zieht. Sie unternimmt dabei weite innerafrikanische Wanderungen.

## Erscheinungsbild
Die Körperlänge der Ente liegt zwischen 44 und 46 Zentimetern. Es handelt sich bei der Fahlente um eine kleine, kompakt gebaute Ente. Wegen ihrer geringen Größe, ihrer auffällig hellen Gefiederfärbung und dem dunkelrosa Schnabel ist sie in ihrem Verbreitungsgebiet nahezu unverwechselbar. Sie schwimmt verhältnismäßig hoch auf dem Wasser und ist häufig an Land zu beobachten. Im Flug ist ihr grüner und weißer Flügelspiegel gut erkennbar. Im Norden des Verbreitungsgebietes kann sich ihr Vorkommen mit dem der Marmelente überlappen. Diese ist aber etwas größer, in der Augenregion dunkel gezeichnet, hat einen grauen Schnabel und weist keinen Flügelspiegel auf.
Wie bei vielen anderen Entenarten der Afrotropis besteht kein Geschlechtsdimorphismus. Die Weibchen sind lediglich etwas kleiner. Fahlenten weisen auch keinen saisonalen Dimorphismus auf. Das Körpergefieder ist blass braungrau bis silbergrau. Der Rücken ist etwas dunkler gefärbt. Die Flanken sind auffällig getupft. Ein rosafarbener Schnabel ist das Erkennungszeichen adulter Vögel. Der Schnabel ist leicht konkav nach oben gebogen, die Schnabelbasis ist schwarz. Die Iris ist blassbraun bis orangerot. Beine und Füße sind mattgelb. Jungenten gleichen den adulten Vögeln, sind insgesamt jedoch in der Gefiederfärbung etwas matter. Der Schnabel ist blassrot mit grauen Rändern.
Die Küken sind auf der Körperoberseite graubraun. Die Körperunterseite ist weißlich. Auf den Flügeln und dem Rücken finden sich weiße Flecken. Um den Schnabel verläuft eine weiße Linie. Das Gesicht weist einen graubraunen Unteraugenstreif auf. Der Schnabel ist schwarzgrau mit rötlichen Seiten. Die Iris ist dunkelbraun und die Füße sind dunkel rötlichgrau.
Fahlenten sind im Allgemeinen wenig ruffreudige Enten. Das Männchen ruft weich und nasal. Das Weibchen quakt leise. Während der Fortpflanzungszeit sind Fahlenten etwas ruffreudiger. Das Männchen hat in dieser Zeit einen fünfsilbigen, in der Tonhöhe abfallenden Ruf.

## Verbreitung
Die Fahlente ist in Afrika weit verbreitet. Das Verbreitungsgebiet ist jedoch disjunkt und zerfällt in drei Teile.
Eine kleine Population lebt in der Region um den Tschadsee, ein abflussloser Binnensee in Westafrika. Er liegt am Südrand der Sahara im Ländereck Tschad, Kamerun, Nigeria und Niger. Der Wasserspiegel dieses See ist in den letzten Jahren dramatisch gesunken. Der Wasserhaushalt des Tschadsees ist ganz wesentlich von den Niederschlägen im gemeinsamen, rund 800 km weit entfernten Einzugsgebiet der Flüsse Schari und Logone abhängig. Im Rhythmus der Regenzeiten schwankt der Wasserspiegel des Sees und überschwemmt kilometerweise flaches Land oder zieht sich entsprechend zurück. Wegen der geringen Tiefe – in großen Bereichen des Sees beträgt sie weniger als einen Meter, an den tiefsten Stellen kaum mehr als fünf – und der hohen Verdunstungsrate (allgemein geht man jährlich von acht Metern aus), verlagern sich seine Uferlinien ständig. Die Population der Fahlente in der Umgebung des Tschadsees ist vermutlich nomadisch. Irrgäste aus dieser Region sind bereits bis nach Israel gelangt.
Die zweite Population lebt im östlichen Rift des Großen Afrikanischen Grabenbruchs. In Kenia ist das Rift am tiefsten im Norden von Nairobi. Hier gibt es keinen Abfluss für das Wasser, die gebildeten Seen sind flach und haben einen hohen mineralischen Gehalt. Durch Evaporation des Wassers bilden sich Salzseen und Salzlagerstätten. Lake Magadi besteht zum Beispiel aus Soda (Natriumcarbonat), Lake Elmenteita, Lake Baringo, Lake Bogoria und Lake Nakuru sind stark alkalisch, und Lake Naivasha braucht Frischwasserzufuhr, um seine biologische Vielfalt zu erhalten. Populationen der Fahlente kommen in Äthiopien, Kenia und Tansania vor. An den Sodaseen im Rift ist die Art sogar stellenweise häufig.
Die dritte Population lebt im südlichen Afrika. Sie kommt in der Republik Südafrika, Namibia, Angola, Botswana und Simbabwe vor.
Die Anzahl der Fahlenten ist nicht gesichert und die Schätzungen gehen teils weit auseinander. Konservative Schätzungen unterstellen eine Population von etwas mehr 33.500 Individuen für das südliche Afrika und weniger als 25.000 für die nördlicheren Populationen. Andere Studien, die etwa aus dem gleichen Zeitraum stammen, unterstellen jeweils 100.000 bis 250.000 Fahlenten sowohl für die Population im Süden Afrikas als auch für die weiter im Norden dieses Kontinents.

## Lebensraum und charakteristische Verhaltensmerkmale
Fahlenten bevorzugen flache Gewässer. Sie sind besonders häufig an Brack- und Salzgewässern, an den Natronseen der Savanne, in Salzpfannen, an Lagunen, Flussmündungen sowie in den Gezeiten ausgesetzten Sumpfgebieten zu finden. Sie leben überwiegend paarweise beziehungsweise in kleinen Gruppen. Große Schwärme werden nur selten beobachtet.
Die Fahlente ist in Teilen des Verbreitungsgebietes nomadisch und unternimmt lange Wanderungen, wenn die von ihr genutzten Seen austrocknen. Am Kap beringte Enten wurden sowohl in Namibia – rund 1850 Kilometer weiter nördlich – als auch in Mosambik – etwa 2720 Kilometer entfernt – wieder aufgefunden. Die Fahlente ist überwiegend dämmerungsaktiv. Ihre Nahrung findet sie meist gründelnd und seihend. Sie hält sich dabei gewöhnlich in der Flachwasserzone auf. Sie taucht aber auch gelegentlich nach ihrer Nahrung.
Die Nahrungsweise ist omnivor, die Nahrungszusammensetzung abhängig vom Nahrungsangebot ihrer jeweiligen Umgebung. Sofern reichlich vorhanden, kann sie nahezu ausschließlich aus Wirbellosen und Kaulquappen bestehen. Sie frisst aber auch Kleinmollusken, die sie aus dem Flachwasser seiht.

## Fortpflanzung
Fahlenten zählen zu den Entenarten, für die Bigamie nachgewiesen ist. Paare bleiben aber durchaus über mehrere Fortpflanzungsperioden zusammen. Das Männchen verteidigt nicht das Brutrevier, aber begleitet das Weibchen und verteidigt dieses auch.
Die Fortpflanzungsperiode ist abhängig vom Regenfall. Bei einsetzenden günstigen Bedingungen sind Fahlenten sehr schnell brutbereit. Gelege finden sich in allen Monaten des Jahres. Dies gilt auch für das verhältnismäßig kühle Südafrika. Die Abhängigkeit wird darauf zurückgeführt, dass das Nahrungsangebot während und unmittelbar nach der Regenzeit höher ist.
Das Nest wird am Boden oder in der Schwimmpflanzenvegetation errichtet. Für die Art sind sowohl wenig bedachtsam und gering versteckte Nester bekannt als auch solche, die gut getarnt und mit trockenen Halmen sorgfältig ausgelegt sind. Dort wo vorhanden brüten Fahlenten bevorzugt auf Inseln. Die Eier sind oval, haben eine glatte helle bis cremefarbene Schale. Das Vollgelege besteht aus fünf bis elf Eiern. Im Schnitt weist ein Gelege 8,2 Eier auf. Es brütet allein das Weibchen. Die Brutzeit beträgt 26 bis 30 Tage. An der Führung der Küken ist das Männchen aktiv beteiligt. Fahlenten haben deswegen eine Aufzuchtrate, die etwas höher ist als bei anderen vergleichbaren Arten. Die Küken sind nach 42 bis 56 Tagen flügge. Vermutlich ziehen Fahlenten nur ein Gelege pro Jahr groß.

## Haltung in menschlicher Obhut
Fahlenten wurden das erste Mal 1938 nach England importiert. Die Welterstzucht erfolgte im selben Jahr bei einem britischen Privathalter. Fahlenten werden verhältnismäßig häufig in Zoos gezeigt oder von Privathaltern gepflegt. Die Haltung gilt als problemlos, auch wenn diese Entenart in Mitteleuropa im Winter einen Schutzraum benötigt.
Gehegetiere haben auch in Mitteleuropa einen uneinheitlichen Legebeginn. Auch hier kann er durch Regenperioden ausgelöst werden.

### Einzelbelege
1. 1 2  Kear, S. 489.
2. ↑  Kolbe, S. 196
3. 1 2 3 4  Kear, S. 490
4. ↑  Kear, S. 490, die höhere Schätzung stammt aus dem Jahre 1997; die niedrigere aus dem Jahr 2000
5. 1 2 3 4 5 6 7  Kolbe, S. 197
6. ↑  Kear, S. 590